# Andrzej Gielar
Andrzej Gielar (ur. 11 listopada 1928, zm. 11 lutego 1995) – polski pracownik przemysłu motoryzacyjnego, radny Sanoka, działacz partyjny i społeczny.

## Życiorys
Urodził się 11 listopada 1928. Po zakończeniu II wojny światowej w latach 40. podjął pracę w fabryce Sanowag w Sanoku (późniejsza Sanocka Fabryka Autobusów „Autosan”). Początkowo pracował jako ślusarz w narzędziowni, później jako główny dyspozytor, od 1950 do 1954 starszy inspektor kadr, zastępca kierownika wydział (W-6). W latach 70. był kierownikiem Działu Osobowego (szefem kadr). Był działaczem związkowym i partyjnym. Należał do Rady Zakładowej, której był przewodniczącym od 1957 przez 18 lat. Był członkiem egzekutywy Komitetu Zakładowego PZPR, pełnił funkcję II sekretarza KZ PZPR.
Był radnym Miejskiej Rady Narodowej (MRN) w Sanoku kadencji: 1961-1965 (zasiadł w Społecznej Komisji Mieszkaniowej i został członkiem komisji ds. przydziału mieszkań). W trakcie trwania kadencji został negatywnie oceniony przez pozostałych radnych z powodu małej aktywności na sesjach. Został członkiem powołanego 31 stycznia 1968 społecznego komitetu ORMO w Sanoku.
Działał społecznie. Od 1951 do 1952 pełnił funkcję prezesa klubu sportowego Stal Sanok. Zasiadał w Wojewódzkiej Radzie Łowieckiej w Krośnie I kadencji od 1976 do 1981. Był członkiem sekcji „Autosan” Polskiego Związku Wędkarskiego. Był także myśliwym.
Andrzej Gielar zmarł 11 lutego 1995. Został pochowany na Cmentarzu Centralnym w Sanoku. Jego dzieci (trzech synów i córka) także podjęły pracę w sanockim Autosanie.

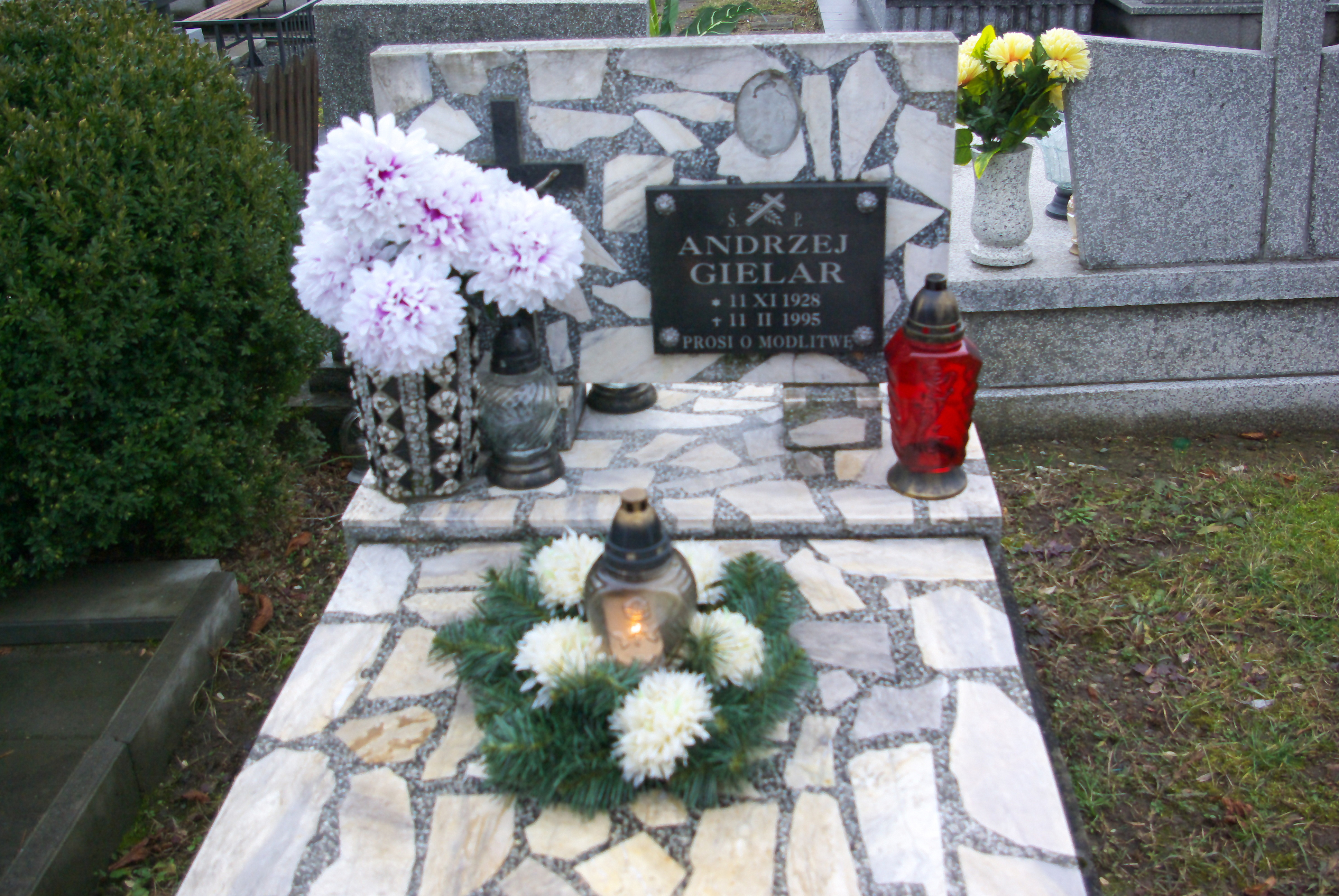
Nagrobek Andrzeja Gielara

## Odznaczenia
- Krzyż Oficerski Orderu Odrodzenia Polski
- Krzyż Kawalerski Orderu Odrodzenia Polski
- Złoty Krzyż Zasługi
- Srebrny Krzyż Zasługi
- Medal 30-lecia Polski Ludowej (1974)[14]
- Odznaka „Zasłużony Działacz Kultury” (1976)[15]
- Odznaczenia państwowe i resortowe.
- Odznaka „Zasłużony dla Sanockiej Fabryki Autobusów” (1974)[16]
- Odznaka Specjalna Ochotniczej Rezerwy Milicji Obywatelskiej (1975)[17]
- Złota Odznaka „Związku Zawodowego Metalowców” (1978)[18]
- Odznaka honorowa Polskiego Związku Wędkarskiego (1970)[12]
- Odznaka „Zasłużony dla Sanoka” (1976)[15]